# 乔治·萨顿
乔治·阿尔弗雷德·利昂·萨顿（荷蘭語：George Alfred Leon Sarton，1884年8月31日—1956年3月22日），比利时科学史家。他的巨著《科学史导论》总结了15世纪以前各门科学的发展历程。他创办了重要的科学史刊物《伊西斯》和《欧西里斯》，通过对重要文献提供评论建立了科学史资料库。他提供了大量科学史课程，建立了科学史学会以扩大科学史的影响。在乔治·萨顿的努力下，科学史终于成为了一个独立的学科，他因此被认为是科学史学科的奠基人。

## 生平

### 早年与《伊西斯》杂志
乔治·萨顿生于比利时东佛兰德省的根特。父亲阿尔弗雷德·萨顿是比利时国家铁路公司的负责人和总工程师。母亲里欧尼·范·豪勒梅爱好音乐，但在萨顿不到一岁就去世了。1902年萨顿进入根特大学学习哲学，很快发现自己对哲学没有兴趣。经过一年的自学之后，萨顿于1904年回到根特大学，学习化学。1908年在他的博士资格考试中，他对异相体系中的自催化现象所进行的研究是比利时所有学生中成绩最好的，被授予了金质奖章。之后他专修数学和物理学。在学习期间，乔治·萨顿还积极参加筹备知识分子社团的活动，这让他结识了罗曼·罗兰、莫里斯·梅特林克、亨利·柏格森、威廉·奥斯特瓦尔德等著名文学家和科学家。1911年5月他以题为“牛顿力学原理”的论文获得科学博士学位。
获得了博士学位一个月后，萨顿与英国艺术家埃莉诺·梅布尔·埃尔维斯结婚。第二年五月，他们有了一个女儿，并将其名字取为“梅”（May，和五月是同一个词)，梅·萨顿后来成为著名的诗人。同年萨顿开始筹办科学史和科学哲学的杂志《伊西斯》（isis），他得到了儒勒·昂利·庞加莱和威廉·奥斯特瓦尔德的帮助，杂志于1913年正式出版。伊西斯这一名字来源于古埃及神话中母性、生育与医疗的女神。多年后，萨顿不无骄傲地称梅·萨顿和《伊西斯》为自己的“双胞胎”。由于当时科学史研究十分冷门，发行杂志让萨顿家的生活更为拮据。好在萨顿夫人是位现代家具设计师和微型肖像画家，以自己的设计收入和精打细算同时维持着家里的日子和这份刊物。今日《伊西斯》现已成为目前国际上最有影响的科学史刊物之一。

### 一战中避难美国
1914年8月，德国入侵比利时，三个月后德军征用了萨顿家的房子，当时萨顿正在搜集资料，阅读大量文献，准备开始写《科学史导论》（Introduction to the History of Science）一书。形势的突变让他将所作的大量笔记埋在自家后花园中，与家人一起匆匆离开了比利时。萨顿先到了英国伦敦，为陆军部工作了一段时间，但很快发现，在英国几乎不可能找到一个能够实现理想的工作位置，于是他决定前去美国，一家人暂时借住在比利时发明家里奥·A·贝克兰的家中。
萨顿初到美国时，科学史还不是专门的学科，也没有大学会设立科学史教授的位置。萨顿从在大学设立临时课程开始，他曾在伊利诺伊大学厄巴纳-香槟分校开设课程，还曾在洛威尔研究所讲解列奥纳多·达·芬奇时代的科学，慢慢扩大自己的影响。此时哈佛大学教授西奥多·威廉·理查兹和劳伦斯·约瑟夫·亨德森帮他在哈佛谋到了一个“哲学讲师”的位置。但好景不长，两年后由于第一次世界大战造成的经济困难，哈佛大学没有继续续聘萨顿。萨顿只得再度四处寻求经济支持，他的执着打动了曾任卡内基研究所所长的罗伯特·辛普森·伍德沃德。萨顿被任命为卡内基研究所科学史副研究员，期限是两年。实际上，萨顿的余生都与卡内基研究所联系在一起。
由于已经不在哈佛任职，萨顿无法继续利用哈佛的懷德納圖書館，伍德沃德又出面帮他斡旋，最后萨顿不领薪水为哈佛大学讲授一门科学史课程，而哈佛在怀德纳图书馆中为他保留一间工作室。从此萨顿开始了在剑桥和华盛顿两地穿梭的工作。一战结束后，他恢复了《伊西斯》杂志的发行，并开始为《伊西斯》写“重要文献目录”(Critical Bibliography)，这是一项艰巨工程，需要收集并阅读尽量多的文献，将其分类，并对其中一些重要文献撰写简要的评论。萨顿一直坚持这一工作到退休，为缺乏文献库和搜索工具的科学史研究提供了第一个资料库。1924年又和劳伦斯·约瑟夫·亨德森一起建立了科学史学会，使科学史研究者有了交流的平台。

### 晚年

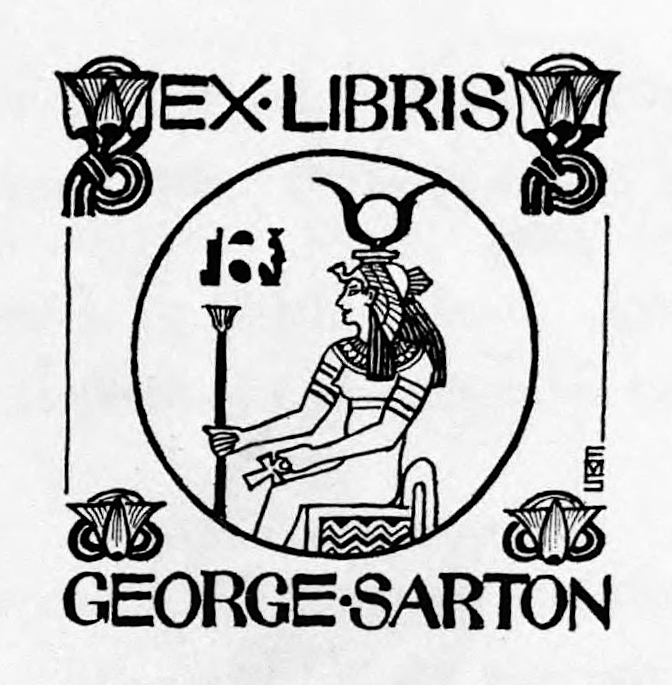
乔治·萨顿的藏书票

1936年，萨顿又主持出版了《爱西斯》的姊妹刊物－－专门刊登科学史长篇研究论文的专刊《欧西里斯》（Osiris），这也是源于古埃及神话中的主神之一，欧西里斯是爱西斯的丈夫，是掌管已故万物的冥王。1940年，萨顿终于从哈佛大学讲师升级为哈佛大学科学史教授，但他的大部分薪水仍是由卡内基研究所支付。1940年，乔治·萨顿被他的祖国比利时授予了骑士级利奥波德勋章。1950年萨顿的夫人因病去世，这给萨顿以很大的打击，他觉得自己的生命的一部分也随之熄灭了。
1952年科学史学会设立了乔治·萨顿奖章，萨顿自己成为首次获奖者。1956年3月22日早上，萨顿正准备乘飞机去加拿大的麦吉尔大学做《科学史和人文主义的演讲》，在乘出租车去波士顿机场的路上发病，被送回家，在起居室的安乐椅中去世。科学史学会为了纪念萨顿，从1960年以后在每年的美国科学促进会年会上设立了乔治·萨顿纪念讲座，根特大学也在1984年设立萨顿席位，每年邀请学者进行科学史的演讲。

## 主要著作
- 《科学史导论》：萨顿最初的想法是既将《科学史导论》写成一部论述历史的专著，又写成一部可以作为以后的科学史研究者资料来源的汇编。精通多国语言，阅读过大量原始文献的他本以为篇幅不会很长，但随着写作的进行，他才发现这是一个庞大的，他根本无法完全完成的计划，终萨顿一生，只完成了计划中的三卷。1927年长达八百余页的第一卷《从荷马到欧玛尔·海亚姆》出版。1931年长达一千多页的第二卷《从本·艾兹拉到罗吉尔·培根》出版。此时，萨顿发觉对阿拉伯国家的科学进展了解不足，还特意于1931-1932年前往近东，学习了阿拉伯语，阅读了大量的文献。1947年涵盖了十四世纪各门科学进展的第三卷出版。

- 《科学的生命：文明史随笔》（The life of science; essays in the history of civilization，1948）

- 《科学史》：在《科学史导论》一书前三卷付梓之后，乔治·萨顿发现可能还需要十几年的时间才能完成覆盖十五世纪的下一卷，他转而着手整理自己二十年来在哈佛开设科学史课程的讲义，计划整理成九卷，实际只完成《希腊黄金时期的古代科学》和《希腊化时期的科学和文化》两卷，分别于1952年和1959年出版。